# Daniel Caprice
Pour les articles homonymes, voir Caprice.
Pas d'image ? Cliquez ici

a Compétitions nationales et continentales officielles uniquement.

Dernière mise à jour le 5 juillet 2017.
Daniel Caprice, né le 20 octobre 1989, est un joueur anglais de rugby à XV évoluant au poste d’ailier ou arrière.

## Biographie
Dan Caprice a commencé le rugby au Medway Rugby Club de Rochester puis au Maidstone RFC. Il obtient la Findlay Sports Scholarship pour étudier à la Sevenoaks School dans le Kent puis rejoint le centre de formation des Saracens. Il se spécialise rapidement dans le rugby à VIII, discipline dans laquelle il est sélectionné avec l’équipe d’Angleterre de 2009 à 2011.
Il rejoint Biarritz en 2011, où il inscrit un essai pour son premier match à Toulon. Peu utilisé, il est libéré de son contrat et part disputer l’ITM Cup en Nouvelle-Zélande avec l’équipe de Northland. Il retourne en Angleterre en novembre 2012 en signant pour les London Welsh.
En 2016, il fait un essai pour les Bradford Bulls en rugby à XIII, puis participe au jeu de télé-réalité 9Go! TV show The NRL Rookie pour tenter de remporter un contrat avec la NRL.

## Carrière en club
- 2005-2008 : Saracens
- 2009-2011 : Blackheath
- 2011-2012 : Biarritz olympique
- 2012 : Northland
- 2012-2013 : London Welsh

## Sélections
2009-2011 : Angleterre à VII (16 sélections)